# Filip Đuričić
.'Filip Đuričić ou "Filip Djuricic" - em sérvio, Филип Дјуричићћ - (Obrenovac, 30 de janeiro de 1992) é um futebolista sérvio que atua como meia ofensivo e ponta esquerda. Atualmente joga no Panathinaikos.

## Carreira
Đuričić começou a jogar futebol no programa de jovens do Estrela Vermelha , after which in 2007 he spent a year in Grécia com o Olympiacos Após retornar para o Estrela Vermelha de Belgrado do Olympiacos, Đuričić juntou-se ao SC Heerenveen em janeiro de 2010. Fez sua estréia em 20 de fevereiro contra o RKC Waalwijk e deu assistência neste primeiro jogo.

## Títulos
Benfica
- Campeonato Português: 2013-14
- Taça de Portugal: 2013-14
- Taça da Liga: 2013-14